# Vuxna barn till alkoholister och från andra dysfunktionella familjer
Vuxna barn till alkoholister och från andra dysfunktionella familjer, ACA eller ACoA efter Adult Children of Alcoholics är en gemenskap för personer präglade av en uppväxt i ett hem med missbruk eller andra dysfunktionella förhållanden. ACA arbetar internationellt enligt en adaption av samma principer som Anonyma Alkoholister, och har även ett tolvstegsprogram med fokus på att adressera destruktiva mönster p.g.a. uppväxten. Grundat 1978 i New York.